# Pauline Jaricot
Pour les articles homonymes, voir Jaricot.
Pauline Marie Jaricot, communément appelée Pauline Jaricot, née à Lyon (France) le 21 juillet 1799 et décédée le 9 janvier 1862, est une laïque catholique française, fondatrice de l'Œuvre pontificale de la propagation de la foi et de la chaîne de prière en groupe dite du Rosaire Vivant,,
.
Elle est également une pionnière du christianisme social, très engagée aux côtés des canuts, les ouvriers lyonnais en soierie. Elle est vénérée comme bienheureuse par l'Église catholique, et est fêtée le 9 janvier.

## Biographie
Pauline Marie Jaricot naît dans une famille bourgeoise de marchands de soie à Lyon le 21 juillet 1799, dans une période qui connaît de nombreux bouleversements politiques, économiques et sociaux.
Pauline est la dernière d'une famille de sept enfants prénommés Paul, Jean Marie, Geneviève Sophie, Marie Laurence, Paul Narcisse, et Nicolas Philéas (communément appelé Philéas Jaricot) ; Pauline Marie est communément appelée Pauline Jaricot.

Sa mère, Jeanne Lattier et son père, Antoine Jaricot, se rencontrent à Lyon, le dimanche de la Passion 1782 en faisant le chemin de croix sur le calvaire de Saint-Irénée. Chaque matin, ils assistent à la messe.

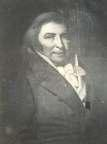
Antoine Jaricot.

Le 16 avril 1812, Pauline, âgée de douze ans, fait sa première communion en la primatiale Saint-Jean de Lyon.

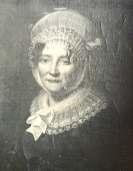
Jeanne Lattier ép. Jaricot.

Jeune fille, elle fait une chute et tombe malade. Sa mère aurait alors fait un vœu en offrant sa vie pour la guérison de sa fille, qui aurait été exaucé : elle meurt alors que Pauline guérit. À la suite d'un sermon de l'abbé Wurtz sur la vanité, elle se confesse, abandonne ses bijoux, s'habille comme une ouvrière.
Le 25 décembre 1815, dans la chapelle de Fourvière, elle fait vœu de chasteté de corps et d'esprit tout en restant laïque.

En 1817, elle forme un groupe informel, « Les Réparatrices du cœur de Jésus méconnu et méprisé » composé d'ouvrières.

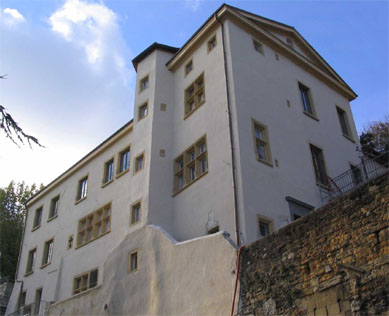
Maison de Lorette, dite de Pauline Jaricot (Lyon), inscrite aux monuments historiques.

C'est alors qu'elle apprend par son frère Philéas, séminariste à Saint-Sulpice, que les Missions étrangères de Paris ont de sérieuses difficultés financières pour soutenir les missions.
En 1819, pour récolter des fonds, Pauline imagine une collecte faite de la main à la main. Telle sera l'origine du « sou de Pauline », le « sou hebdomadaire » donné pour les missions. Son idée est de constituer des groupes de dix personnes, chacune s’engageant à réciter une prière quotidienne pour les missions et à donner un sou par semaine. Chaque groupe de dix personnes (un dizenaire) choisira un responsable pour recueillir les collectes, dix responsables « de dizenaire » devant choisir un responsable nommé « centenaire », dix chefs de « centenaire » devant choisir à leur tour un responsable nommé « millénaire » qui sera en charge de verser le fruit des collectes aux missions. Les millénaires étant à la tête d'un groupe de mille personnes, ils reversaient donc cinquante francs (dix écus) par semaine aux missions.
Cette structure simple pour laquelle Pauline s'étonna « que personne ne l'eût trouvée avant [elle][réf. nécessaire] » connut un succès fulgurant. Pour donner une existence légale à ces groupes et les unifier, l'Association de la Propagation de la Foi fut créée le 3 mai 1822.
L'association et son action sont approuvées par le pape Pie VII en 1823. En 1840, le pape Grégoire XVI recommande l'association dans son bref apostolique Probe Nostis et le 3 mai 1922 (année de son centenaire), le pape Pie XI déclare l'association Propagation de la foi « Œuvre pontificale ». L'association devient Œuvre pontificale de la propagation de la foi. L'œuvre jouera un rôle de première importance dans le développement du mouvement missionnaire français au XIXe siècle (voir : Missions catholiques aux XIXe et XXe siècles).
Entre ses dix-huit et vingt-deux ans, à la demande de son confesseur, l'abbé Würtz, Pauline écrit son autobiographie spirituelle qu'elle intitule « Histoire de ma vie » et qui sera publiée après sa mort.
En 1822, à vingt-trois ans, Pauline écrit un ouvrage de piété « L’amour infini dans la divine Eucharistie », ouvrage examiné de son vivant par l'autorité ecclésiastique qui le jugea irréprochable,,.
En 1832, Pauline acquiert grâce à sa sœur Sophie, la maison Bréda qu'elle renommera maison de Lorette en mémoire du pèlerinage de Lorette. Pauline y entreprend d'importants travaux pour en faire le siège de l'œuvre du Rosaire Vivant, un lieu d'accueil pour les pauvres et les malades ainsi qu'un lieu de retraite pour les membres du clergé et les pèlerins.
Lors de la révolte des canuts de novembre 1831, elle se tient jour et nuit aux côtés des canuts blessés. Écœurée par les conditions de vie des canuts qui ont conduit à cette révolte, elle rêve d'une grande cité ouvrière où les travailleurs seraient justement rémunérés et auraient des horaires convenables. Elle écrit notamment : « À mesure que l’industrie s’exerce à remplacer les bras de l’homme par des machines, l’ouvrier vertueux qui savait et pouvait faire des économies pour l’avenir ne connaît que la gêne. » Elle est également convaincue qu'« il faut s’attacher à améliorer la condition de la classe ouvrière, il faut rendre à l’ouvrier sa dignité d’homme, en l’arrachant à l’esclavage d’un travail sans relâche, sa dignité de père en lui faisant retrouver les charmes de la famille, sa dignité de chrétien en lui procurant les espérances de la religion ».
En 1835, elle achète le domaine sis 24 montée Saint-Barthélemy (aujourd'hui le centre scolaire Aux Lazaristes) qu'elle rétrocède aux Frères des écoles chrétiennes en 1839.
Sérieusement malade du cœur, elle décide d'aller en pèlerinage à Mugnano del Cardinale, sur la tombe de sainte Philomène dont le culte restait encore controversé. Elle est d'abord reçue à Rome par le pape Grégoire XVI et lui demande si, au cas où elle reviendrait guérie, ce serait un miracle suffisant pour faire avancer la cause de la sainte. Le souverain pontife répond que oui, persuadé qu'il a affaire à une mourante et qu'il ne faut pas lui refuser cette consolation, comme il le confie en italien à des religieuses présentes.
Elle arrive à Mugnano del Cardinale après un voyage épuisant dans la chaleur du mois d'août. C'est la veille de la fête de la sainte et la foule des pèlerins se presse ; le lendemain, 10 août 1835, elle communie et défaille : on la croit morte mais elle reprend ses esprits et demande qu'on la porte jusqu'au tombeau de la sainte, et c'est alors qu'elle se trouve miraculeusement guérie. Le supérieur du couvent fait sonner les cloches pour annoncer la nouvelle tandis que la foule exulte. Après avoir passé quelques jours à Mugnano en prières de remerciements, elle retourne à Rome où le pape approuve son œuvre et lui donne sa bénédiction. Rentrée à Lyon, elle cède au curé d'Ars quelques reliques de sainte Philomène ; ce dernier se serait écrié : « Ah ! mes frères, je connais, moi, une personne qui sait bien accepter les croix, des croix très lourdes, et qui les porte avec un grand amour. C'est Mlle Jaricot ».
Pauline Jaricot meurt le 9 janvier 1862 dans le 5e arrondissement de Lyon dans la misère. Elle est inhumée dans le caveau familial, au cimetière de Loyasse, avant que sa dépouille ne soit transférée en 1922 dans l'église Saint-Nizier de Lyon.

## Pauline Jaricot et l'abbé Jean-Claude Colin, fondateur de la Société de Marie

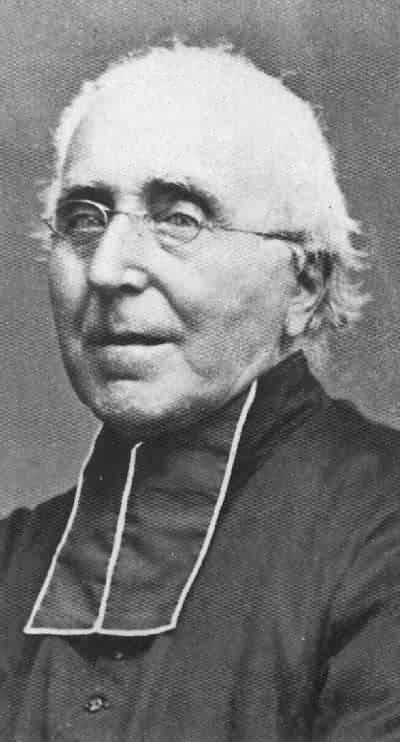
Abbé Jean-Claude Colin, fondateur de la Société de Marie.

L'abbé Jean-Claude Colin (déclaré vénérable en 1908 par le pape Pie X) sent un appel à créer une société de prêtres consacrés à Marie.
Il entreprend de nombreuses démarches préparatoires en ce sens (consultation et accord de principe de l'épiscopat, rédactions des statuts de la société, approbation de principe de Rome, démarches légales auprès de l'administration française). Il se sent néanmoins indigne d'en devenir le fondateur et souhaite qu'une autre personne assume cette charge, pendant qu'il irait passer la fin de sa vie dans un désert.
Alors qu'il est en route pour se retirer dans  « un pays inconnu », il décide de passer par Lyon. Errant sur les quais, il est abordé par Pauline qu'il ne connait pas, ne l'ayant jamais vue et qui lui demande de la suivre chez elle. Ce qu'il fait. Installés au domicile de Pauline, celle-ci lui déclare que « les pensées que vous roulez dans votre esprit déplaisent singulièrement à Dieu (…) ayez donc courage et confiance ». À la suite de cette rencontre et de cet échange avec Pauline, l'abbé Jean-Claude Colin abandonne son idée de se retirer dans un désert et fonde en 1822 la Société de Marie. Depuis cette rencontre, l'abbé Colin et Pauline Jaricot resteront en contact.

## Béatification

### Enquête sur les vertus
Le 18 juin 1930, le pape Pie XI appose le Placet Achilleo au bas du document qui introduit en Cour de Rome la cause de béatification de Marie Pauline Jaricot.
Le 25 février 1963, le pape Jean XXIII reconnaît l'héroïcité des vertus de Pauline et la déclare vénérable,.

### Reconnaissance d'un miracle
En vue de la béatification de Pauline, il est soumis à la Congrégation pour les Causes des Saints le cas de Mayline Tran, âgée de trois ans et demi. Après s'être étouffée en mangeant, Mayline Tran fait plusieurs crises cardiaques et se retrouve en état de mort cérébrale malgré l'intervention des pompiers, du SAMU et des médecins urgentistes de l'hôpital où elle fut conduite. Les manœuvres de sauvetage et les moyens mis en œuvre lui permettent d'arriver vivante à l'hôpital, mais dans un état de coma végétatif. Le cerveau est atteint. Elle est placée sous assistance cardio-respiratoire et sous alimentation artificielle. L'enfant ne pourra plus survivre sans les machines auxquelles elle est reliée, ni les traitements qui lui sont prodigués.
Les différents médecins appelés à son chevet concluent tous que la situation est irréversible et qu'aucune chance de guérison ou d'amélioration n'est envisageable,. Face à cette situation dramatique, irréversible et sans issue, les médecins conseillent aux parents de recourir à la loi Leonetti relative aux droits des malades et à la fin de vie, qui autorise l'arrêt des traitements. Ce qui conduirait au décès de l'enfant, sans souffrance, en quelques jours. Les parents refusent.
2012 était l'année jubilaire de Pauline Jaricot. Il est proposé à la directrice de l’école maternelle du Cours Diot (école maternelle et primaire privée catholique) où était scolarisée Mayline que soit faite « une neuvaine par l’intercession de Pauline-Marie Jaricot pour demander que Mayline vive. » La directrice accepte. L’évêché de Lyon donne également son accord. Le 15 juin 2012, la neuvaine commence. Des groupes de prières et des initiatives individuelles se joignent et accompagnent cette action de foi. Cette initiative locale devient mondiale. Les parents de Mayline reçoivent des messages de soutien du monde entier. Le 23 juin 2012 (9e jour de la neuvaine), jour de la fête de l’école maternelle du Cours Diot, tous les participants récitent la prière.
Le 2 juillet 2012, les parents demandent le transfert de leur fille dans un hôpital plus proche de leur domicile. À son arrivée, le professeur qui l’examine déclare : « Le dossier de votre fille ne correspond pas à l’état clinique » (…)  « La petite fille que l’on m’a décrite par téléphone avant son arrivée ne correspond pas à ce que j’observe ». Mais il annonce également aux parents que leur enfant sera « lourdement handicapée. Elle n’aura pas conscience de son environnement et ne pourra pas communiquer avec vous. Elle ne fera plus rien seule. Le mieux qu’elle puisse éventuellement faire, bouger ses yeux, peut-être un jour manger quelques cuillères et encore je ne peux pas vous l’assurer ; quant à marcher il faudra oublier, elle sera alitée. ».
Le 22 juillet 2012, un médecin est mandaté pour faire passer des tests physiques et de flexion à Mayline pour évaluer son niveau de handicap. Celui-ci, surpris des résultats, déclare : « C’est bizarre. Avec autant de séquelles, elle ne devrait pas faire ça, elle ne devrait pas réagir à ce test ». Une fois les tests terminés, à sa mère qui l’a prise dans ses bras Mayline répond « Maman ». L’état physique et mental de Mayline ne cesse de s’améliorer. En décembre 2012, le corps médical hospitalier autorise Mayline à rentrer chez elle avec ses parents et écrit sur son dossier médical : « guérison extraordinaire ».
En mai 2013, les services hospitaliers demandent que Mayline soit soumise à une nouvelle série de tests médicaux « afin de trouver d’éventuelles réponses scientifiques à la récupération physique de Mayline, qui reste pour l’heure inexpliquée ». Les parents acceptent cette demande et conduisent l’enfant à l’hôpital. Les examens réalisés concluent que les capacités physiques et cérébrales de l’enfant sont revenues à la normale. Plus aucune trace des lésions et dommages « irréversibles ». Face à ces résultats physiques et cérébraux inexpliqués, de nouvelles demandes d’analyses et de contre-études sont réclamées. Les conclusions sont les mêmes. La guérison est médicalement confirmée.
Du 20 juillet 2018 au 28 février 2019, une enquête diocésaine sur la guérison est instruite par le Tribunal ecclésiastique de l’archidiocèse de Lyon et est transmise à la Congrégation pour les Causes des Saints. Celle-ci demande un nouvel examen de l’enfant (alors âgée de dix ans), par un collège d’experts à l’hôpital Gemelli de Rome (Italie). Le Comité confirme la « nature inexplicable de la guérison » dont a bénéficié Mayline Tran.
En décembre 2019, la commission de théologie certifie pour sa part l’intercession de Pauline Jaricot dans la guérison inexpliquée de Mayline. En avril 2020, la Congrégation pour les causes des Saints soumet le dossier au pape François.
Le 26 mai 2020, le pape François reconnaît comme authentiques la guérison et le miracle attribués à l'intercession de Pauline Jaricot. La reconnaissance de ce miracle attribué à Pauline ouvre la voie à sa béatification.
Les autorités ecclésiastiques décidèrent de célébrer la cérémonie de béatification le 22 mai 2022, pendant la Semaine Missionnaire Mondiale 2022. Face à l’afflux de personnes attendues, la cérémonie est organisée à l'Eurexpo de Lyon (France),. La cérémonie est présidée par le cardinal Luis Antonio Tagle (préfet de la congrégation pour l’évangélisation des peuples), devant un parterre de 12 000 personnes, et en direct à la télévision (KTO), RCF, etc.
Depuis cette date, Pauline Jaricot est devenue « Bienheureuse Pauline Jaricot » et est fêtée le 9 janvier de chaque année.

### Culte
La bienheureuse Pauline Jaricot est fêtée le 9 janvier.
Ensevelie dans un premier temps au cimetière lyonnais de Loyasse, sa dépouille fut ensuite transférée en 1935 à l'église Saint-Nizier (Lyon). Son coeur est quant à lui conservé dans l'église Saint-Polycarpe (Lyon).

## Hommages
Le musée de Fourvière a réalisé une exposition temporaire sur Pauline Jaricot du 20 mai au 15 août 2022.

La Poste vaticane a émis en 1962 une série de trois timbres-poste à la mémoire de Pauline.

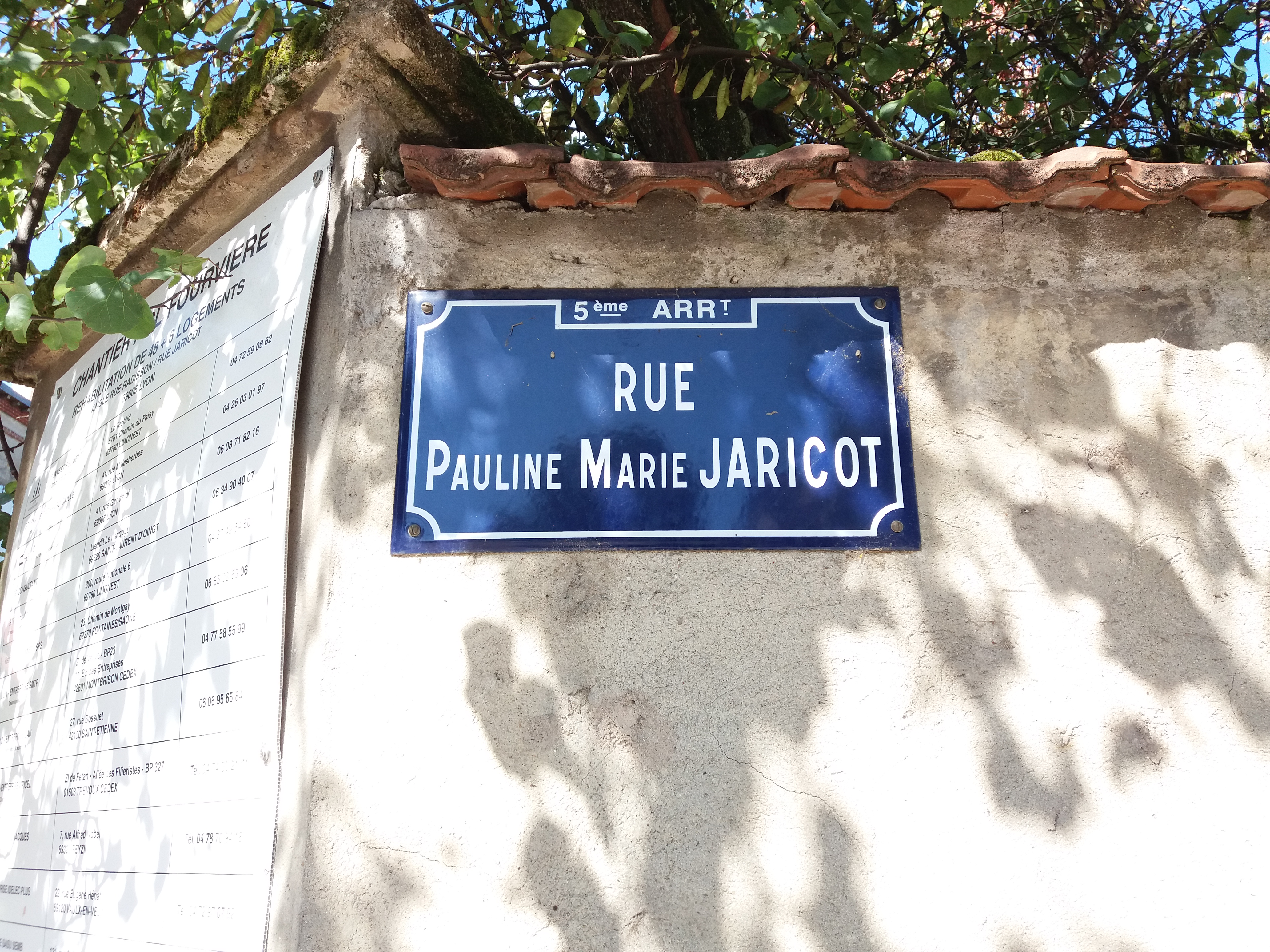
Plaque de la rue Pauline-Marie-Jaricot à Lyon.

Les Œuvres pontificales missionnaires (OPM) ont créé un prix Pauline Jaricot qui récompense le reportage missionnaire. La première remise de ce prix a eu lieu le 9 janvier 2023. Elles ont également produits deux films sur Pauline : « Regarder d’en haut » et « Le coeur d'une missionnaire »
La maison de Lorette où vécut Pauline a été transformée en lieu de mémoire dédié à son histoire et à son œuvre.
La municipalité de Lyon a nommé le 2 avril 1962 une rue Pauline-Marie-Jaricot et l'arrêt de bus attenant « Jaricot » tandis qu'à Soucieu-en-Jarrest une place a été nommée place Pauline Jaricot.
Une paroisse de Lyon est dédiée à la bienheureuse Pauline Jaricot.
Emmanuel Tran, le père de Mayline Tran, dont l'Église catholique considère qu'elle a été miraculée, a écrit le livre « Sauvée par un miracle »  qui relate les examens et étapes qui ont permis la reconnaissance de ce « miracle » et que soit proclamée bienheureuse Pauline Marie Jaricot.

### Encycliques
- Pape Léon XIII, Encyclique Sancta Dei civitas relative à la Propagation de la foi, à la Sainte-Enfance et à l'Œuvre des Écoles d'Orient, 3 décembre 1880.
- Pape Léon XIII, Encyclique Christi Nomen conviant l'épiscopat à développer parmi les fidèles l'Association de l'Œuvre pontificale de la propagation de la foi, 1894[58].